# Euryarthrum gibbulum
Euryarthrum gibbulum là một loài bọ cánh cứng trong họ Cerambycidae.